# Carly Fiorina

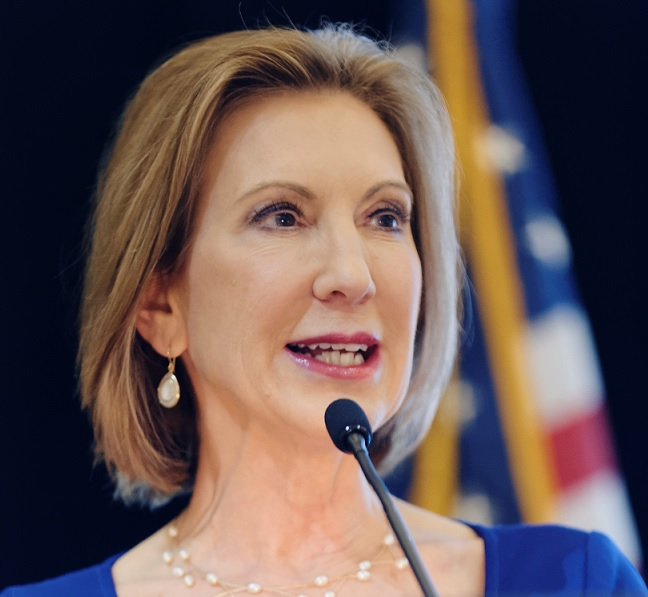
Fiorina in 2015

Carly Fiorina, geboren als Cara Carleton Sneed (Austin (Texas), 6 september 1954), is een Amerikaans voormalig bedrijfsleider en politica.
Van 1999 tot 2005 was Fiorina CEO van het computerbedrijf Hewlett-Packard. Fiorina werd in 2005 door de raad van bestuur gedwongen het bedrijf te verlaten en werd sindsdien meermaals genoemd als een van de "slechtste CEO's van Amerika".
Fiorina was een adviseur van John McCain in zijn verkiezingscampagne in 2008 en in 2010 was ze kandidaat voor de Republikeinse Partij in de Senaatsverkiezing in Californië, maar verloor. Carly Fiorina stelde zich kandidaat voor de presidentsverkiezingen van 2016, maar beëindigde haar campagne op 10 februari 2016. Bij de voorverkiezingen in New Hampshire en Iowa was ze tweemaal als zevende geëindigd. Op 27 april presenteerde Ted Cruz haar aan als zijn running mate, maar hij staakte een paar dagen later zijn campagne.
- Bibliothèque nationale de France: cb15530532b (data)
- CiNii: DA19289326
- Gemeinsame Normdatei: 124720935
- International Standard Name Identifier: 0000 0000 7848 3752
- Library of Congress Control Number: no2001089423
- Bibliotheek van het Japanse parlement: 00944938
- Nationale Bibliotheek van Tsjechië: js20060728004
- Nationale Bibliotheek van Israël: 987009347828405171
- Nationale Bibliotheek van Polen: a0000002171563
- Système universitaire de documentation: 114150273
- Virtual International Authority File: 79503482
- WorldCat: E39PBJhmFHqPT7GtwCPyMxf8YP